# Schlumbergera truncata
Шлюмбергера усічений, різдвяник (Schlumbergera truncata) — вид рослин родини кактусових.

## Назва
В англійській мові має назву «кактус-краб» (англ. crab cactus), «кактус дня подяки» (англ. Thanksgiving cactus). Також у літературі можна зустріти назву зігокактус.

## Будова
Стебло поникле, складається з плоских продовгуватих зелених секцій 4-6 см завдовжки з 4-8 невеликими загостреними виростами направленими вперед та ареолами з колючками. Має трубкоподібні рожеві, червоні чи білі квіти з подвійним вінчиком 7,5 см завдовжки. Квіти з'являються на краю сегментів з початком вологого сезону.
На кактус дня подяки схожий його родич — різдвяний кактус (Schlumbergera bridgesii), що зацвітає десь на місяць пізніше. Їх можна розрізнити по листю: у справжнього Schlumbergera bridgesii зубчики на листках закруглені по краях, а у кактуса подяки вони загостреної форми.

## Поширення та середовище існування
Зростає на північ від Ріо де Женейро у Південній Америці. Росте на деревах у улоговинах між гілками, що заповнені гниючими рослинними залишками.

## Практичне використання
Популярна кімнатна рослина.

### Догляд
Різдвяник вирощують на гарно освітленому підвіконні, але без прямих денних сонячних променів. Температура в кімнаті повинна бути 16-20C. Також важливо, щоб в кімнаті вночі було вимкнене світло, бо темрява потрібна для бутонізації. Поливати рослину треба економно, оскільки їхній ареал має посушливі умови. Він зростає на стовбурах дерев і вологу може отримати лише під час дощу.

## Галерея

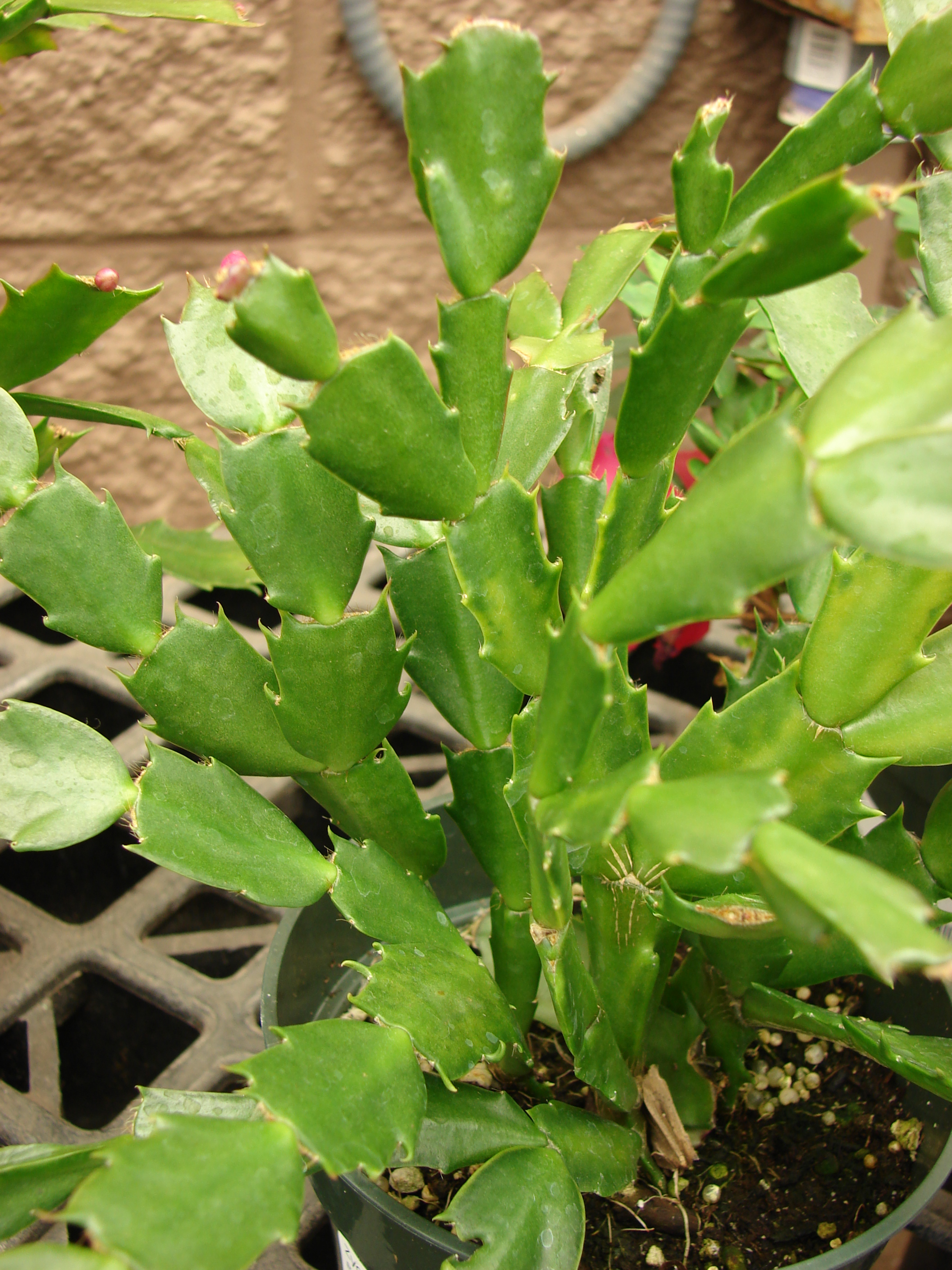
Стебло
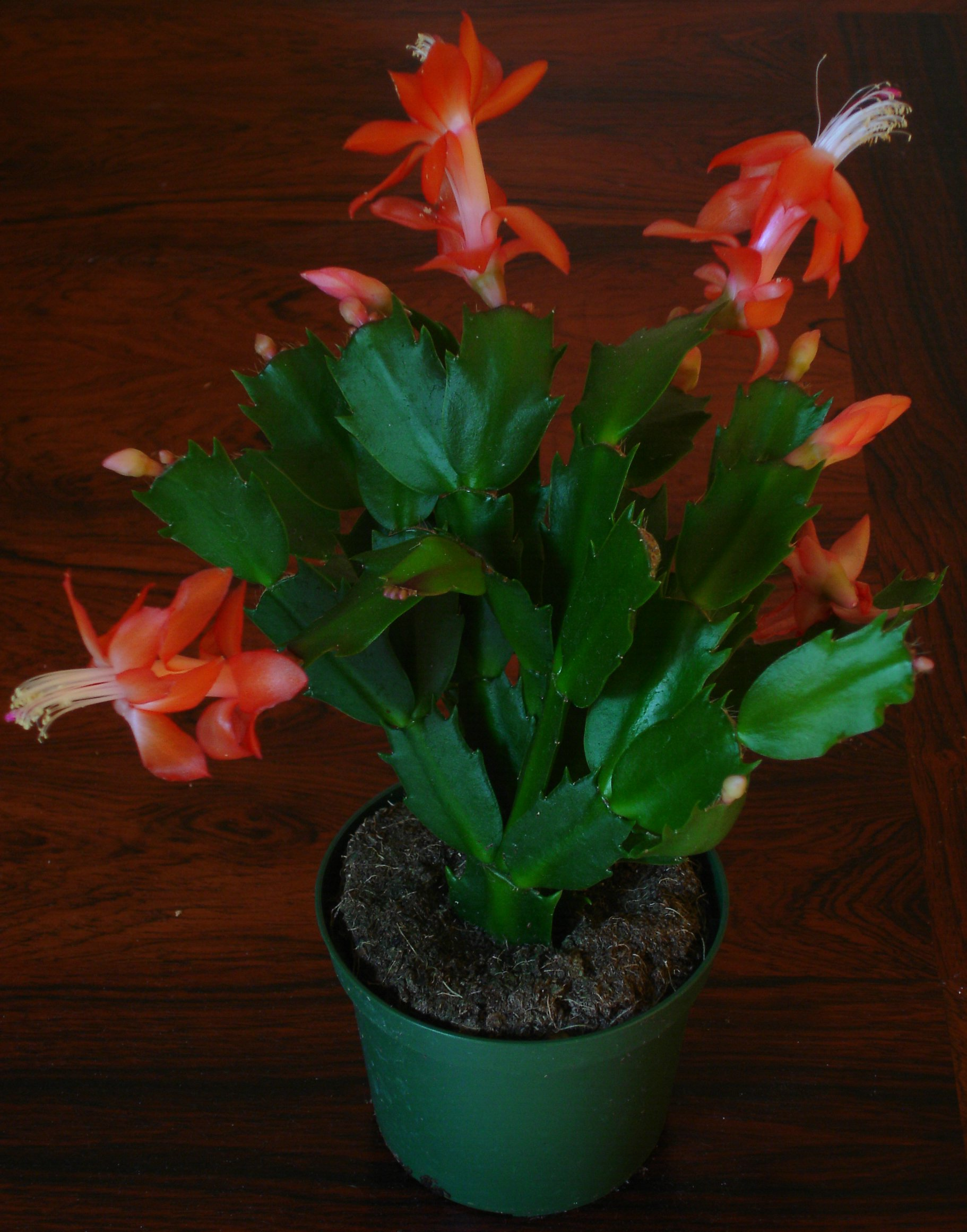
Загальний вигляд рослини
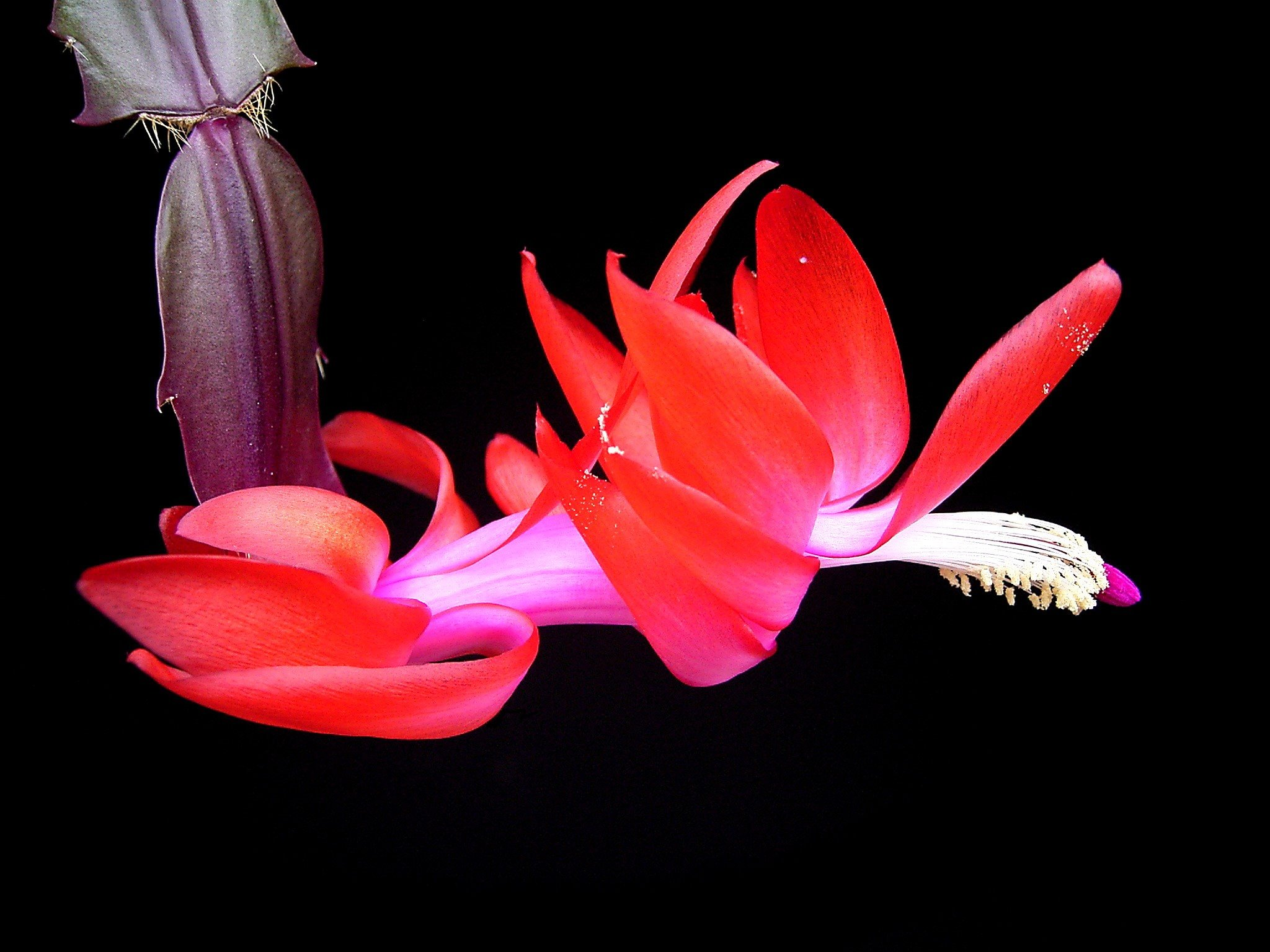
Червоні квіти
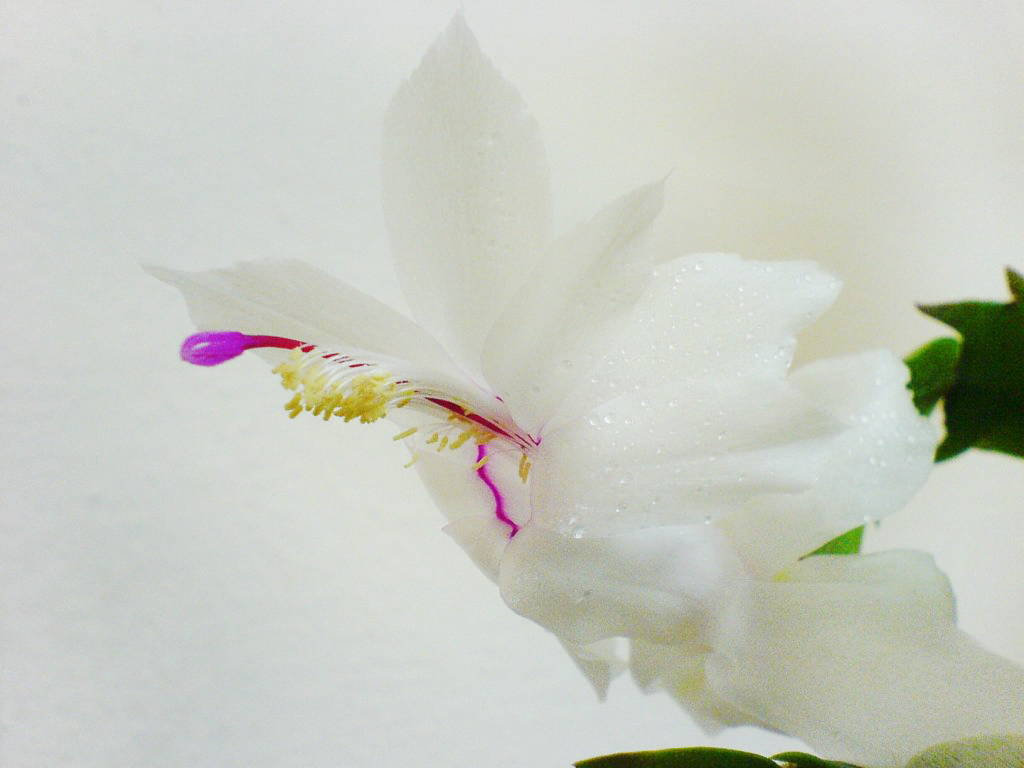
Білі квіти